# Шершневка (Полтавская область)
Шершневка (укр. Шершнівка) — село, Лубенская городская община, Лубенский район, Полтавская область, Украина.
Код КОАТУУ — 5322888901. Население по переписи 2001 года составляло 602 человека.

## Географическое положение
Село Шершневка находится на левом берегу реки Сула, выше по течению на расстоянии в 3 км расположено село Войниха, ниже по течению на расстоянии в 0,5 км расположено село Ерковцы, на противоположном берегу — село Вязовок. Река в этом месте извилистая, образует лиманы, старицы и заболоченные озёра.

## Экономика
- ООО «Тамара-К».

## Объекты социальной сферы
- Школа І-ІІ ст.